# Silviu Bindea
Silviu Bindea (* 24. Oktober 1912 in Blaj, Kreis Alba, Rumänien; † 6. März 1992) war ein rumänischer Fußballspieler und -trainer. Er absolvierte 159 Spiele in der höchsten rumänischen Fußballliga, der Divizia A, und nahm an der Fußball-Weltmeisterschaft 1934 sowie der Fußball-Weltmeisterschaft 1938 teil.

## Spielerkarriere

### Verein
Silviu Bindea begann seine Karriere bei seinem Heimatverein România Cluj. Nach Gründung der rumänischen Profiliga Divizia A im Jahr 1932 schloss er sich Ripensia Timișoara an. Dort verbrachte er die erfolgreichste Zeit seiner Karriere und gewann viermal die rumänische Meisterschaft sowie zweimal den rumänischen Pokal. Bei seinem einjährigen Gastspiel bei CAM Timișoara trat er zwar weiterhin als Torjäger hervor, konnte aber auch nach seiner Rückkehr zu Ripensia nicht mehr an frühere Erfolge anknüpfen. Während des Zweiten Weltkrieges spielte er eine Saison für CFR Turnu Severin und konnte in dieser Zeit seinen dritten Pokalsieg feiern.

### Nationalmannschaft
Bindea bestritt insgesamt 27 Spiele für die rumänische Fußballnationalmannschaft. Sein Debüt feierte er am 16. Oktober 1932 gegen Österreich. Er nahm an der Fußball-Weltmeisterschaft 1934 in Italien und der Fußball-Weltmeisterschaft 1938 in Frankreich teil, wo er jeweils einen Einsatz bekam.

## Trainerkarriere
Seiner aktiven Laufbahn sprang Bindea zweimal als Trainer in seiner sportlichen Heimat Timișoara ein. Zunächst trainierte er Locomotiva Timișoara von 1955 bis zum Abstieg 1956, in der Saison 1960/61 übernahm er für ein halbes Jahr Știința Timișoara.

## Erfolge
- WM-Teilnehmer: 1934, 1938
- Balkan-Cupsieger: 1933
- Europapokalsieger der Nationalmannschaften (Amateure): 1931–1934
- Rumänischer Meister:  1932/33, 1934/35, 1935/36, 1937/38
- Rumänischer Pokalsieger: 1933/34, 1935/36, 1942/43